# Visätter
Visätter är en gård i Tuna socken, Nyköpings kommun.
Visätter omtalas i dokument första gången 1551, och var då en utjord och järnhytta på kronojord, som räntade 200 osmundar årligen i skatt. Hyttan räknas 1570 som frälse, och var återkommande bortförlänad, men har gång på gång återförts till kronan. Det är oklart när hyttan lades ned, troligen skedde det i samband med att Bränn-Ekeby bruk anlades. 1625–1630 var Visätter underlagt Bränn-Ekeby bruk, men förlänades därefter till landsbokhållaren Olof Krook. Från 1680-talet blev Visätter rusthållshemman. Bostadshusen vid den gamla gården är idag avstyckade medan Visätters övriga mark brukas under fastigheten Visätter 2:4.

## Källa
- Tuna skogsbygd 1550–1750, Inger Hulterstam, s. 262–264.